# Oxygen The Series
Oxygen: The Series (tiếng Thái: ดั่งลมหายใจ) là một bộ phim truyền hình Thái Lan với sự tham gia của Supanut Lourhaphanich (Nut) và Chanapoom Thenwong (Petch).
Bộ phim được đạo diễn bởi Pongpisit Bottasri và được sản xuất bởi Roger Films Studio, Beluga Production và Mauve Bangkok. Teaser đầu tiên đã được tung ra vào ngày 24 tháng 10 năm 2019. Dù từng được dự kiến phát sóng vào tháng 5 năm 2020, nhưng vì đại dịch COVID-19 nên bộ phim đã bị lùi lịch phát sóng. Bộ phim đã được ấn định khung giờ phát sóng vào lúc 22:15 (ICT) trên kênh One31 bắt đầu từ ngày 12 tháng 9 năm 2020.

## Nội dung
Bộ phim xoay quanh hai nhân vật chính là Gui (mồ côi, từ nhỏ đã sống ở nhà tình thương) và Solo (con của chủ tịch chuỗi khách sạn đa quốc gia giàu có). Hai người tình cờ gặp nhau trong quán cà phê - nơi Gui làm việc. Mỗi tối, Solo đều đến quán này để uống sữa nóng do chính Gui làm (mặc dù nó vô cùng bình thường như bao loại sữa nóng khác) thì cậu mới ngủ được. Từ đó, hai người dần trở nên thân thiết với nhau, họ bắt đầu nảy sinh tình cảm. Ngoài ra phim còn xoay quanh các mối quan hệ khác của 3 cặp đôi phụ.

## Diễn viên

### Diễn viên chính
- Supanut Lourhaphanich (Nut) vai Solo
- Chanapoom Thenwong (Petch) vai Gui
- Thanabat Ngamkamolchai (Boss) vai Kao Ashira
- Thanyanan Pipatchaisiri (Natty) vai Khim
- Phubeth Tharathonchanakul (Phu) vai Phuri Drake
- Kunchanuj Kengkarnka (Kan) vai Bác sĩ Petch
- Yuuki Durongsang (Yuuki) vai Bác sĩ Perth
- Fourwheels vai Khem

### Diễn viên phụ
- Rapeepat Aimphan (Toon) vai Jedi
- Ishi Thitiwat (Ishiwatt) vai Moon
- Nathalie Ducheine vai Linda - hôn thê của Solo
- Naradon Namboonjit (Prince)